# مفتاح السلطني
مفتاح محمد السلطني (و. 21 مايو 1973 - بنغازي) هو قارئ للقرآن. له عدة تسجيلات للقرآن برواياتٍ عدة.

## حياته
حفظ القرآن عام 1999 في مدينته بنغازي، وحصل على إجازة في القراءات العشر من عدة دول إسلامية. كما حصل على إجازة في الرسم العثماني من الإدارة العامة للشؤون القرآنية في ليبيا.
حصل في المقابل على بكالوريوس الطب من جامعة قاريونس (جامعة بنغازي حالياً) في الطب والجراحة عام 1999 (نفس السنة التي أتم فيها حفظ القرآن).كما حصل على زمالة كلية الجراحين الملكية في إيرلندا في الطب الباطني عام 2001 (عودلت بالدكتوراة)، وزمالة جامعة أوتاوا الكندية في أمراض الكلي عام 2010. عمل بعد ذلك أستاذاً للأمراض الباطنية في عدة جامعات، منها جامعته الأولى، جامعة بنغازي.

## تسجيلاته
له عدة ختمات، منها اثنان برواية قالون، واثنان برواية أبي جعفر. كما أنه له تسجيلات بالروايات التالية:
1. الدوري عن أبي عمرو.[2]
2. الدوري عن الكسائي.[2]
3. حفص عاصم.[2]
4. شعبة عن عاصم.[2]
5. ابن ذكوان عن ابن عامر.[2]
6. روح عن يعقوب الحضرمي.[3]
7. رويس عن يعقوب الحضرمي.[3]

كُرّم من قبل بلده ليبيا ليلة 27 من رمضان 1444 هـ الموافق 17 أبريل 2023 لكونه أول من سجل القراءات العشر الكبرى والصغرى في العالم الإسلامي.